# پوشش (فیلم ۱۹۹۱)
پوشش (به انگلیسی: Cover Up) یک فیلم اکشن و دلهره‌آور بریتانیایی محصول سال ۱۹۹۱ به کارگردانی مانی کوتو با بازی دولف لاندگرن و لوئیس گوست، جونیور است.

## بازیگران
- دولف لاندگرن … مایک اندرسون
- لوئیس گسوت جونیور … لو جکسون
- لیزا برکلی … سوزان کلیففورد
- جان فین … سرهنگ جف کوپر
- هاوارد ریپ
- زادوک زاروم … راننده عرب

## داستان
مایک اندرسون (دولف لاندگرن)، یک گزارشگر آمریکایی سرسخت در یک مأموریت خارجی خطرناک، وقتی زندگی خود را در خطر می‌بیند که هزارتوی مرگبار فتنه سیاسی را کشف می‌کند که زندگی هزاران نفر در تهدید است. اندرسون، روزنامه‌نگار تحقیقی برجسته و تفنگدار سابق آمریکایی، که برای تحقیق درباره یک حمله مرموز و مرگبار به یک پایگاه نیروی دریایی ایالات متحده در خارج از کشور اعزام شده است، خود را در زمینی آشنا می‌یابد. غریزه او را وادار می‌کند توضیحات رسمی سازمان اطلاعات مرکزی را که به یک گروه تروریستی ناشناخته به نام اکتبر سیاه اشاره می‌کند، زیر سوال ببرد. او به تنهایی، و تنها با آموزش رزمی و عزم خود برای کشف حقیقت مسلح است، او قصد دارد یک شبکه سیاسی پیچیده و خطرناک را افشا کند، اندرسون برای نجات جان هزاران انسان بی گناه مبارزه می‌کند، در تلاشی ناامیدکننده برای جلوگیری از یک نقشه مرگبار برای ایجاد یک فاجعه بین المللی با ابعاد فاجعه بار.

## فیلم‌برداری
- فیلم‌برداری اصلی این فیلم در اسرائیل انجام شد.[۱]

- صحنه‌ای که مایک اندرسون (دولف لاندگرن) در طول جشن عید پاک در میان انبوه مردم می‌دوید، در حین اجرای واقعی توسط زائران دوازده ایستگاه مسیح فیلمبرداری شده است. برای دریافت فیلم از دوربین‌های مخفی استفاده شد و یک جفت چترباز جوخه ملی اسراییل ناشناس به دنبال لاندگرن برای محافظت از او رفتند. با این وجود، زائران و گردشگران فکر می‌کردند که خون جعلی او یک زخم واقعی است و سربازان "واقعی" اسلحه‌های M16 را به سمت لاندگرن نشانه رفته و او را روی زمین انداختند، زیرا از تولید فیلم به خوبی مطلع نبودند.